# Concours Castor
Pour les articles homonymes, voir Castor. Pour le problème de calculabilité, voir Castor affairé.
 (avril 2015).
Si vous disposez d'ouvrages ou d'articles de référence ou si vous connaissez des sites web de qualité traitant du thème abordé ici, merci de compléter l'article en donnant les références utiles à sa vérifiabilité et en les liant à la section « Notes et références ».
Le concours Castor, ou Castor informatique, ou Bebras (qui signifie castor en lituanien), est une compétition d'informatique annuelle, créée en Lituanie en 2004 et organisée dans 30 pays, avec 734 427 participants en 2013. Son objectif est d'éveiller l'intérêt pour les sciences du numérique auprès des jeunes. Il montre comment l'informatique peut être amusante et variée, en couvrant plusieurs thèmes comme la représentation de l'information, la pensée algorithmique, des jeux de logique, etc. Il aide à comprendre les fondements de l'informatique, pas uniquement ses usages.
Le principe général du concours Castor s'inspire de celui du concours Kangourou en mathématiques.

## Histoire
Le Concours Castor a été créé en 2004 en Lituanie par Valentina Dagienė. Il est international depuis 2005.

## Déroulement du concours
Le concours se déroule en classe sur ordinateur ou tablette, et est typiquement composé de 15 à 18 petits exercices ludiques à résoudre en 40 à 50 minutes, allant de simples questions à choix multiple à des exercices interactifs. La résolution des exercices ne fait appel à aucun prérequis en informatique.
Plusieurs catégories sont proposées en fonction du niveau scolaire. La plupart des pays proposent des catégories au collège et lycée, et quelques pays (12 sur 30) proposent une ou plusieurs catégories au niveau primaire, c'est le « little beaver ».
Chaque pays organise le concours indépendamment la même semaine, généralement mi-novembre, en suivant des règles communes. Les pays se réunissent chaque année pour préparer un ensemble de questions, parmi lesquelles chacun effectue sa propre sélection d'une trentaine de sujets, dont certains sont communs à plusieurs niveaux.
Certains pays organisent également un deuxième tour plus difficile quelques mois plus tard, réservé aux participants les mieux placés lors du premier tour.

## Exemple de sujet

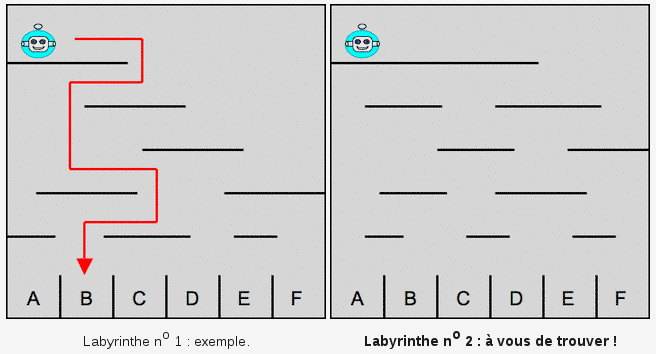
Un exemple de sujet du Concours Castor : l'exercice de la chute.

« Castor dépose son robot en haut d'un labyrinthe, pour ensuite le regarder tomber de plate-forme en plate-forme, jusqu'à ce que le robot atteigne une des cases situées tout en bas. Le robot se déplace toujours de la même façon : il commence par partir vers la droite, puis, à chaque fois qu'il tombe d'une plate-forme à une autre, il repart dans la direction opposée. »
L'illustration montre à gauche en rouge le trajet parcouru par le robot dans le labyrinthe, et à droite l'autre trajet pour lequel l'enfant doit deviner « dans quelle case le robot va-t-il tomber, si Castor place son robot en haut à gauche du labyrinthe. »
On est ici sur un exemple de compréhension d'un petit algorithme dont la simulation permet de trouver la réponse à une question.

## Intérêt didactique
Selon Valentina Dagienė, le concours Castor ouvre des pistes de réflexion en matière de didactique de l’informatique puisqu'il fournit une grande quantité de données sur le comportement des jeunes face à des problèmes d'informatique et permet aux organisateurs de tester des contenus pédagogiques.

## Par pays
Les pays avec le plus grand nombre de participants sont l'Allemagne et la France avec respectivement 206 430 et 171 932 participants en 2013.

### En Belgique
Le concours Castor est organisé en Belgique depuis 2012 par l'ASBL Computer Science and IT in Education (CSITEd), sous le nom Bebras Belgium.

### En France
L'édition française du concours a été créée en 2011 et est organisée conjointement par l'ENS Cachan, l'association France-IOI et Inria, avec plusieurs soutiens et sponsors. La participation, en forte croissance année après année a été impactée par la pandémie de Covid-19.
| Année                   | 2024    | 2023    | 2022    | 2021    | 2020    | 2019    | 2018    | 2017    | 2016    | 2015    | 2014    | 2013    | 2012   | 2011   |
| Nombre d'élèves         | 650 541 | 688 837 | 698 449 | 671 020 | 524 914 | 703 817 | 676 301 | 600 427 | 474 903 | 344 923 | 228 324 | 171 932 | 90 794 | 46 380 |
| Nombre d'établissements | 3 806   | 3 810   | 3 874   | 3 642   | 3 045   | 3 820   | 3 787   | 3 284   | 2 885   | 2 286   | 1 543   | 1 289   | 721    | 478    |

La participation au concours français est gratuite. L'inscription doit être réalisée par un·e enseignant·e qui prend la responsabilité du bon déroulement des choses le jour de l'épreuve. Le concours est ouvert à tous les niveaux de collège et lycée français, dans toutes les filières (générales, technologiques, professionnelles). On peut choisir de faire participer une partie de ses élèves, ou de faire participer lors d'une même session des élèves de plusieurs classes, sans distinction de goût et d'appétence à priori pour l'informatique. En 2014, 49 % des participants étaient des filles.
Les sessions s'organisent sur les plages horaires qui conviennent, dans la semaine du concours. C'est une épreuve de 45 minutes non interruptible et réalisée dans le cadre scolaire. Chaque élève (ou binôme) doit disposer d'un ordinateur connecté à Internet (généralement fourni par l'établissement) pour participer au concours. Depuis 2015, tous les sujets sont interactifs : ils sont résolus essentiellement avec des clics de souris et des glisser-déposer, sur un navigateur web (dans une application web monopage). Le score pour chaque sujet est affiché aux participants pendant le concours, sous la forme d'étoiles (remplies de jaune ou laissées vides).
Il est possible de rejouer les anciens concours. Les concours datant d'avant 2015 étaient accompagnés de corrigés détaillés et d'une explication du contexte scientifique des notions utilisées. À présent, l'effort est mis sur le caractère ludique et interactif des sujets.
Depuis 2015, l'association France-IOI propose également le concours Alkindi, spécialisé dans la cryptologie et ouvert aux élèves de 4e, de 3e et de 2de. France-IOI encourage par ailleurs les participants du concours Castor à aller plus loin avec le concours Algoréa (également organisé par France-IOI), et à s'entrainer sur la plateforme historique de l'association : france-ioi.org.

### En Suisse
Le concours est organisé en Suisse depuis 2010. En 2013 y ont participé 156 écoles pour 9 733 élèves au total (dont 733 de Suisse romande et 498 du Tessin).
Il est organisé par la Société Suisse de l'Informatique dans l'Enseignement avec le support de la Fondation Hasler.